# Markiz
Markiz (fra. marquis) je plemićka titula u brojnim europskim monarhijama. Najčešće je po rangu iznad grofa, odnosno predstavlja ekvivalent/sinonim germanskoj tituli markgrofa, a ispod vojvode. U zapadnoj literaturi se rabi i kao prijevod za odgovarajuće plemićke titule u Kini i Japanu.